# Tamarisk
Tamarisk (tamarika, metlika,lat. Tamarix) je biljni rod iz porodice Metlikovki koja broji 70-ak vrsta a potječe iz suhih područja Bliskog istoka i Afrike. Ime potječe iz latinskog jezika naziva za rijeke Tambre u španjolskoj provinciji Hispania Tarraconensis.

## Opis
Tamarisk je bjelogorični grm koji raste između 5 i 18 metara visine. Izvorno, ova biljka raste u blizini slanog tla. Osim što dobro podnosi slanost, otporljiva je i na lužnatost.
Lišće je debljine od 1-2 mm, zelene boje. Preko zime otpada a u proljeće cvijeta u šarenoj i lijepoj ružićastoj boji, zbog čega se u raznim vrtovima koristi kao ukrasna biljka.
Svaki cvijet sadrži i do tisuću malenih sjemenki (promjera 1 mm) koji se nakon proljeća šire vjetrom po kopnu ili vodi, zbog čega nekim vrtlarima može stvoriti poteškoće.

## Vrste
1. Tamarix africana Poir.
2. Tamarix alii Qaiser
3. Tamarix amplexicaulis Ehrenb.
4. Tamarix androssowii Litv.
5. Tamarix aphylla (L.) H.Karst.
6. Tamarix aralensis Bunge
7. Tamarix arborea (Sieber ex Ehrenb.) Bunge
8. Tamarix arceuthoides Bunge
9. Tamarix aucheriana (Decne. ex Walp.) B.R.Baum
10. Tamarix austromongolica Nakai
11. Tamarix baluchistanica Qaiser
12. Tamarix boveana Bunge
13. Tamarix brachystachys Bunge
14. Tamarix canariensis Willd.
15. Tamarix chinensis Lour.
16. Tamarix dalmatica B.R.Baum
17. Tamarix dioica Roxb. ex Roth
18. Tamarix dubia Bunge
19. Tamarix duezenlii Çakan & Ziel.
20. Tamarix elongata Ledeb.
21. Tamarix ericoides Rottler & Willd.
22. Tamarix × ewersmannii C.Presl ex Bunge
23. Tamarix florida Bunge
24. Tamarix gallica L.
25. Tamarix gansuensis H.Z.Zhang ex P.Y.Zhang & M.T.Liu
26. Tamarix gennessarensis Zohary
27. Tamarix gracilis Willd.
28. Tamarix hampeana Boiss. & Heldr.
29. Tamarix hispida Willd.
30. Tamarix hohenackeri Bunge
31. Tamarix indica Willd.
32. Tamarix jintaensis P.Y.Zhang & M.T.Liu
33. Tamarix jordanis Boiss.
34. Tamarix karelinii Bunge
35. Tamarix kasahorum Gorschk.
36. Tamarix kermanensis B.R.Baum
37. Tamarix komarovii Gorschk.
38. Tamarix korolkowii Regel & Schmalh.
39. Tamarix kotschyi Bunge
40. Tamarix kutchensis B.V.Shetty & R.P.Pandey
41. Tamarix laxa Willd.
42. Tamarix leptostachya Bunge
43. Tamarix litwinowii Gorschk.
44. Tamarix macrocarpa (Ehrenb.) Bunge
45. Tamarix mascatensis Bunge
46. Tamarix meyeri Boiss.
47. Tamarix minoa J.L.Villar, Turland, Juan, Gaskin, M.A.Alonso & M.B.Crespo
48. Tamarix mongolica Nied.
49. Tamarix negevensis Zohary
50. Tamarix nilotica (Ehrenb.) Bunge
51. Tamarix octandra Bunge
52. Tamarix pakistanica Qaiser
53. Tamarix palaestina Bertol.
54. Tamarix parviflora DC.
55. Tamarix passerinoides Delile ex Decne.
56. Tamarix pycnocarpa DC.
57. Tamarix ramosissima Ledeb.
58. Tamarix rosea Bunge
59. Tamarix sachensis P.Y.Zhang & M.T.Liu
60. Tamarix salina Dyer
61. Tamarix sarenensis Qaiser
62. Tamarix senegalensis DC.
63. Tamarix smyrnensis Bunge
64. Tamarix stricta Boiss.
65. Tamarix sultanii Qaiser
66. Tamarix szovitsiana Bunge
67. Tamarix taklamakanensis M.T.Liu
68. Tamarix tarimensis P.Y.Zhang & M.T.Liu
69. Tamarix tenuissima Nakai
70. Tamarix tetragyna  Ehrenb.
71. Tamarix tetrandra Pall. ex M.Bieb.
72. Tamarix troupii Hole
73. Tamarix usneoides E.Mey. ex Bunge

## Vanjske poveznice
- Flora Europaea Tamarix
- Opis Tamarisa
- Vodič NPS